# Spoorlijn 21C
Spoorlijn 21C is een Belgische goederenspoorlijn tussen Genk en Bilzen in de provincie Limburg.
De 13,6 km lange lijn werd geopend op 15 juli 1932 en is enkelsporig uitgevoerd. Er zijn aftakkingen naar de industrielijnen 230, 231 en 232. De lijn is geëlektrificeerd sinds 2022. De maximumsnelheid bedraagt 60 km/u.

## Vernieuwingen
In mei 2021 werd de spoorbrug over het Albertkanaal afgebroken Er kwam een nieuwe, hogere brug in de plaats in januari 2022. Hiervoor werd de volledige spoorlijn acht maanden buiten dienst gesteld. Gedurende die periode werd de volledige spoorlijn ook vernieuwd, gemoderniseerd en geëlektrificeerd. De elektrificatie moet ervoor zorgen dat elektrische goederentreinen niet langer door Hasselt moeten rijden en er op die manier meer capaciteit vrijkomt voor reizigerstreinen. Infrabel voerde de elektrificatiewerken uit van 18 mei 2021 tot 30 maart 2022.

## Aansluitingen
In de volgende plaatsen is of was er een aansluiting op de volgende spoorlijnen:
Genk-Goederen
Spoorlijn 18 tussen Winterslag en Eindhoven
Spoorlijn 21A tussen Hasselt en Maaseik
Y Nieuwdak
Spoorlijn 21A/1 tussen Y Boksbergheide en Y Nieuwdak
Y Bosdel
Spoorlijn 230 tussen Y Bosdel en Zutendaal
Y Termien
Spoorlijn 231 tussen Y Termien en Genk Zuid
Y Kaatsbeek
Spoorlijn 232 tussen Y Kaatsbeek en Genk Zuid
Y Rooierweg
Spoorlijn 34 tussen Hasselt en Luik-Guillemins